# Гизевиуш, Густав
Гу́став Гизеви́уш или Гижи́цкий (пол. Gustaw Gizewiusz или пол. Giżycki, нем. Gustav Gisevius; 21 мая 1810, Йоханнесбург, Восточная Пруссия, — 7 мая 1848, Остероде-ин-Остпройсен, Восточная Пруссия) — мазурский писатель, деятель польского общественно-национального движения в Восточной Пруссии, фольклорист, публицист, редактор, переводчик, издатель, библиофил, лютеранский священнослужитель.

## Биография
В 1828 году Густав Гизевиуш закончил Королевскую гимназию в Лике, после чего, поступив в Кёнигсберге в лютеранскую семинарию, изучал теологию в Кёнигсбергском университете. В 1828 году вступил в Корпус Мазовия. В 1835 году был назначен лютеранским священником в приходе города Оструда. Вскоре Густав Гизевиуш стал заниматься активной деятельностью против германизации мазур. В своей деятельности в борьбе за право мазур называться поляками он был оппонентом Марцина Герша, выступавшего за их полную германизацию. Поддерживал культурные связи с деятелями польского культурного возрождения в Царстве Польском, Чехии и Лужице. Основал первую мазурскую газету «Przyjaciel Ludu Lecki» и издавал в Лейпциге альманах «Jahrbücher für slawische Literatur, Kunst und Wissenschaf».
В 1848 году был кандидатом на выборах в Германский Рейхстаг как представитель польской общины. Умер 7 мая 1848 года в день выборов.

## Творчество
В 1843 году Густав Гизевиуш опубликовал в Лейпциге сочинение на немецком языке «Die polnische Nationalität in Preussen». В 1845 году он выпустил сочинение «Die polnische Sprachfrage in Preussen». В этих работах он критиковал германизацию, проводимую прусскими властями и выступал в защиту мазур, доказывая, что они являются составной частью польского народа. Он требовал более широкого представления польского языка в школах. В сотрудничестве с Марцином Грегором выпускал периодическое издание для школьников «Przyjaciel młodzieży».
Густав Гизевиуш для противодействия германизации издавал в Восточной Пруссии книги на польском языке. Записывал мазурские песни, которые позднее были изданы в собрании его сочинений «Dzieła Wszystkich».

## Память
- В честь Густава Гизевиуша (Гижицкого) 4 марта 1946 года город Лучаны (Лётцен) был переименован в Гижицко.

## Источник
- Sławomir Augusiewicz, Janusz Jasiński, Tadeusz Oracki, Wybitni Polacy w Królewcu. XV—XX wiek, Olsztyn, Littera, 2005, ISBN 83-89775-03-4